# 共产党 (缅甸)
共产党，通称红旗共产党（အလံနီကွန်မြူနစ်ပါတီ），是缅甸的一个已不存在的共产主义政党。
1946年初，缅甸共产党发生分裂，缅共领导人德钦梭与其他七个中央委员脱离缅共另行组织“共产党”（由于该党沿用缅共原来的红色党旗，故被称作“红旗共产党”；而此时的缅甸共产党改用白色党旗，故被称作“白旗共产党”），德钦梭任该党中央总书记。
1948年8月，吴努政府全面镇压缅甸共产党人，缅甸共产党被迫转入地下，并开始武装反抗政府，红旗共产党也同时转入武装斗争。
红旗共产党的武装力量在政府军的打击下不断削弱，活动区域缩至缅印边境一带。1962年，该党在若开邦的一些党员脱党，另行组建若开共产党。1970年代，红旗共产党的主要力量在缅甸政府的军事打击下瓦解。但在1989年3月时，红旗共产党仍有30名武装人员，由杜达领导，活动于若开邦北部。